# Cristaerenea cognata
Cristaerenea cognata là một loài bọ cánh cứng trong họ Cerambycidae.